# Caulkicephalus
Caulkicephalus é um gênero de pterossauro ananguerídeo da Ilha de Wight, na costa da Inglaterra. Viveu durante o período do Cretáceo Inferior, há cerca de 130 milhões de anos.

## Descoberta e nomeação
Entre 1995 e 2003, fragmentos ósseos de um pterossauro desconhecido foram encontrados na localidade de Yaverland, perto de Sandown. As descobertas foram feitas dentro ou a partir de uma camada de argila marrom da Formação Wessex do Grupo Wealden, decorrente do Cretáceo Inferior (estágio Barremiano, há 130 milhões de anos).
Em 2005, um novo gênero foi nomeado e descrito por Lorna Steel, David Martill, David Unwin e John Winch. A espécie do tipo é Caulkicephalus trimicrodon. O nome do gênero é uma tradução de "Caulkhead", um apelido tradicional para os residentes da Ilha de Wight, parcialmente derivado do kephalegrego, "cabeça". O nome específico, trimicrodon, significa "três dentes pequenos", em referência à dentição.

## Descrição

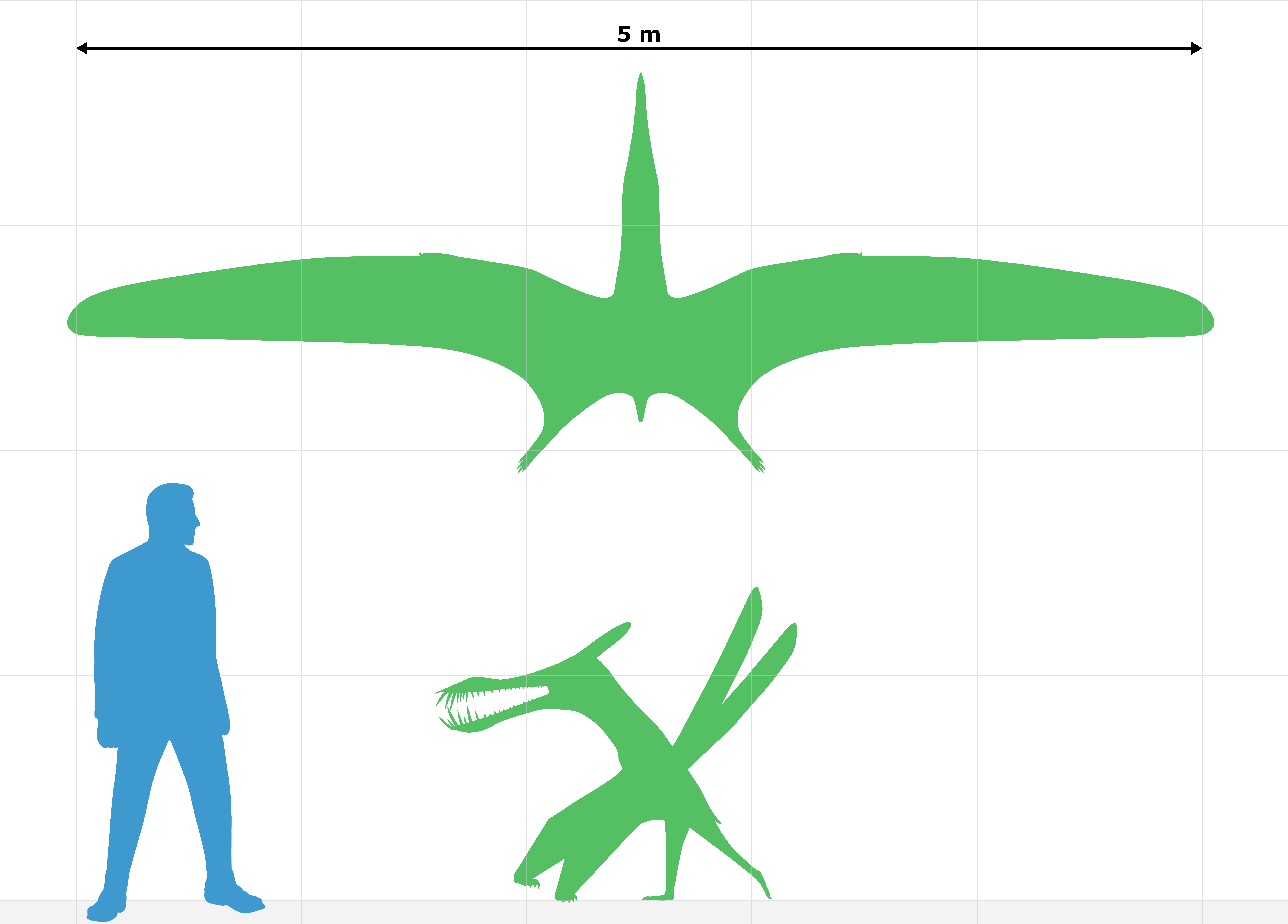
C. trimicrodon comparado com um ser humano

O holótipo é IWCMS 2002.189.1, 2, 4: três peças, mais ou menos contíguas, da parte frontal de um focinho. Como os paratipos foram referidos: IWCMS 2002.189.3, um teto parcial posterior do crânio; IWCMS 2003.2, um quadrateesquerdo; IWCMS 2003.4, uma possível jugalparcial; ICWMS 2002.237, um fragmento longo de 44 milímetros da primeira falange do dedo da asa; IWCMS 2002.234.1-4, quatro fragmentos contíguos de uma primeira falange, juntos medindo 245 milímetros (9,6 polegadas) de comprimento; IWCMS 2002.233, uma possível extremidade distal, 64 milímetros (2,5 em) de comprimento, de uma segunda falange; IWCMS 2002.236, um fragmento do eixo possivelmente da quarta falange; e IWCMS 2003.3, um provável fragmento de um osso de subida traseira. Os fósseis só foram ligeiramente comprimidos. Os fragmentos de focinho têm um comprimento combinado de 290 milímetros. No focinho superior a base de uma crista é visível, não alcançando sua ponta arredondada. Os dentes, além de alguns dentes de reposição presentes nas profundezas da mandíbula, foram perdidos, mas seu número, orientação e tamanho podem ser inferidos a partir das órbitas dentárias, que no entanto estão parcialmente faltando no lado direito. Estes são ovais e ligeiramente elevados acima do osso da mandíbula. Os dois primeiros pares de dentes foram apontados um pouco para a frente; os dentes mais para trás apontou mais para os lados; o mais posterior preservado ficou perpendicular à mandíbula. Os dentes aumentaram de tamanho até o terceiro par, que era o maior. O quarto par foi igual ao primeiro, mas o quinto, sexto e sétimo pares foram marcadamente menores, menos da metade em tamanho; é esse recurso que é lembrado pelo nome específico. Os pares oito, nove e dez novamente igualaram o primeiro. Após um hiato estreito entre o segundo e o terceiro fragmento de focinho, quatro soquetes dentários estão presentes em cada lado deste último, mas estes não são colocados em pares opostos. O número de dentes na mandíbula superior parece ter sido de pelo menos quatorze. Os dentes de tamanho menor foram colocados em uma constrição do focinho, que assim tinha um fim mais amplo com dentes maiores, a chamada "captura de presas", geralmente interpretada como uma adaptação para capturar presas escorregadias como peixes.
O fragmento posterior do crânio, uma caixa cerebral que está bastante danificada, mostra em seu topo a base de uma crista parietal, provavelmente apontando para trás. Parece ter sido separado da crista do focinho.

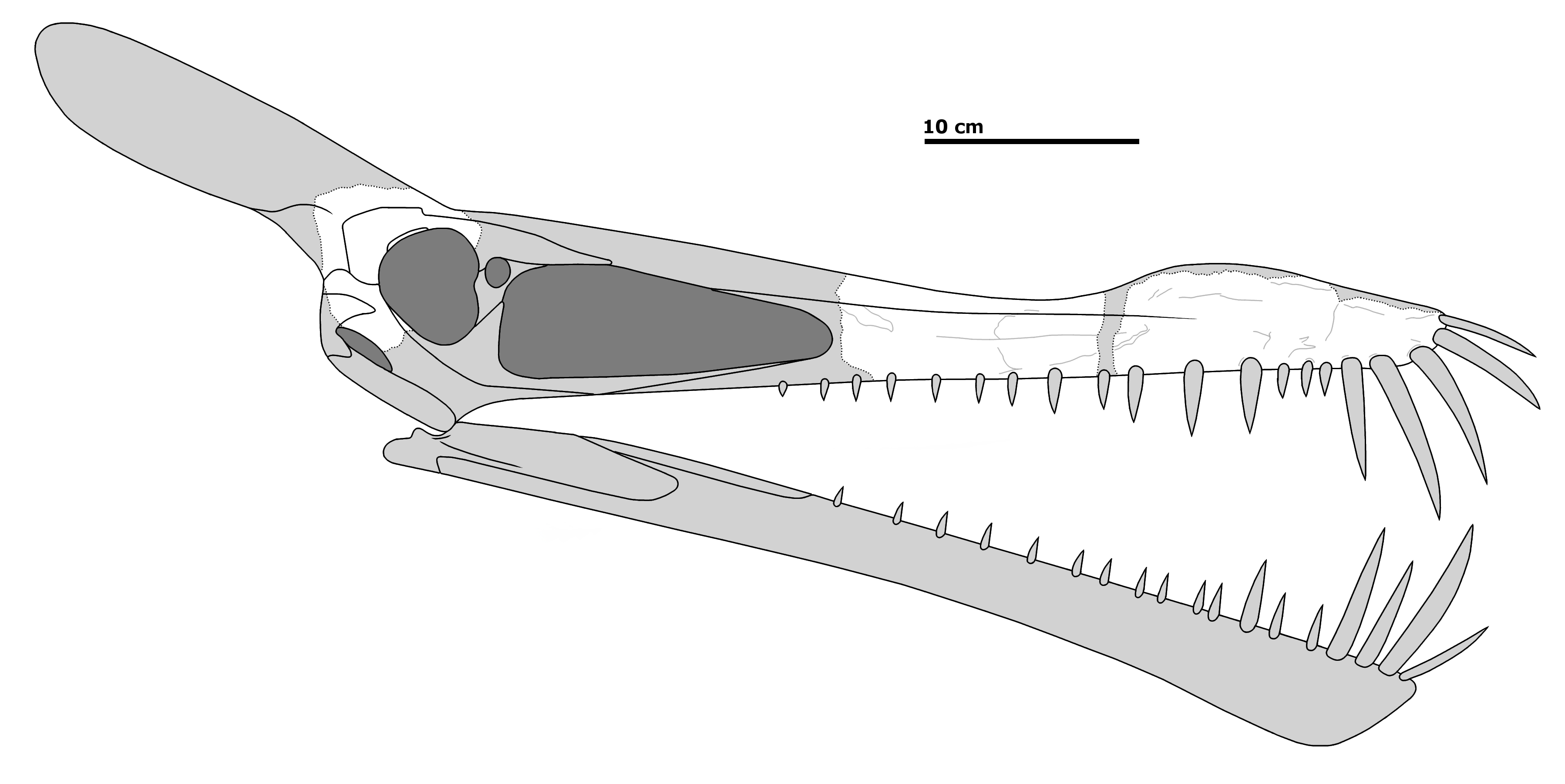
Reconstrução do crânio, mostrando áreas conhecidas em branco

A camada em que os fósseis foram encontrados, não consiste em sedimentos marinhos, mas contém detritos de plantas terrestres; isso é visto como uma indicação de um habitat mais terrestre. David Martill estimou que Caulkicephalus tinha uma envergadura de cerca de 5 metros.

## Classificação
Caulkicephalus foi pelos descritores atribuídos ao Ornithocheiridae, tendo em vista o estreitamento no meio do focinho. A crista de focinho foi vista como uma indicação de que pertencia ao mais general Ornithocheiroidea sensu Unwin, enquanto a crista parietal foi sugerida como uma sinapomorfia, uma nova característica compartilhada, do grupo mais estreito da Euornithocheira. Personagens únicos da própria espécie, suas autapomorfias, são os detalhes de sua dentição, a sutura para baixo e para trás entre a premaxila e a maxila, e o fato de que a crista mediana do paladar começa (ou termina) no nono par de dentes.
Em 2019, porém, diversos estudos remanejaram Caulkicephalus para a família Anhangueridae, especificamente para a subfamília Anhanguerinae, táxon irmã tanto para Guidraco quanto Ludodactylus.